# Corrida Internacional de São Silvestre de 1965
A Corrida Internacional de São Silvestre de 1965 foi a 41ª edição da prova de rua, realizada no dia 31 de dezembro de 1965, no centro da cidade de São Paulo, a largada aconteceu as 23h45m, a prova foi de organização da Cásper Líbero e A Gazeta Esportiva.
O vencedor foi o belga Gaston Roelants, com o tempo de 21m20.

## Percurso
Av. Cásper Líbero até o Edifício Palácio da Imprensa – Rua da Conceição, com 7.400 metros.

## Resultados

#### Masculino
- 1º Gaston Roelants (Bélgica) - 21m20s

### Participações
- Participantes: 810 atletas
- Chegada: 308 atletas.[3]

## Ligações Externas
- Sítio Oficial (em português)